# Distrito de Hohenlohe
El Hohenlohekreis es un distrito (Kreis) en el norte de Baden-Wurtemberg, 
Alemania.

## Demografía
Las cifras han sido tomadas del censo de población (¹) o datos de la oficina de estadística de Baden-Wurtemberg.
| Año                     | Núm. de habitantes |
| ----------------------- | ------------------ |
| 31 de diciembre de 1973 | 84.933             |
| 31 de diciembre de 1975 | 83.514             |
| 31 de diciembre de 1980 | 83.872             |
| 31 de diciembre de 1985 | 85.510             |
| 27 de mayo de 1987 ¹    | 86.675             |

| Año                     | Núm. de habitantes |
| ----------------------- | ------------------ |
| 31 de diciembre de 1990 | 92.907             |
| 31 de diciembre de 1995 | 104.347            |
| 31 de diciembre de 2000 | 107.754            |
| 31 de diciembre de 2005 | 109.718            |
| 30 de junio de 2006     | 110.010            |

## Ciudades y municipios
(Habitantes en el 30 de junio de 2005)
Ciudades
1. Forchtenberg (5.004)
2. Ingelfingen (5.899)
3. Krautheim (4.877)
4. Künzelsau (15.062)
5. Neuenstein (6.221)
6. Niedernhall (4.020)
7. Öhringen (23.014)
8. Waldenburg (3.101)

Municipios
1. Bretzfeld (12.265)
2. Dörzbach (2.469)
3. Kupferzell (5.766)
4. Mulfingen (3.855)
5. Pfedelbach (8.904)
6. Schöntal (5.910)
7. Weißbach (2.150)
8. Zweiflingen (1.728)

Distritos administrativos
1. Hohenloher Ebene
2. Krautheim
3. Künzelsau
4. Mittleres Kochertal
5. Öhringen

## Escudo de armas
Descripción: En plata una rueda sobre una base roja. Sobre plata dos leopardos negros con lenguas rojas. 
Historia:
Los dos símbolos representan las estructuras territoriales del siglo XIX. Los leopardos de los príncipes de Hohenlohe y la rueda de los príncipes obispos de Maguncia.

## Regiones hermanadas
- Región Sierra Norte, Estado de Oaxaca (2010)[1]